# Becky Zerlentes
Becky Zerlentes (Fort Collins (Colorado), Estados Unidos; 8 de julio de 1970-Denver, 3 de abril de 2005), fue una boxeadora estadounidense amateur que falleció a consecuencia de los golpes recibidos en el tercer asalto de un combate del torneo Guantes de Oro contra Heather Schmitz. Fue la primera mujer boxeadora en morir a consecuencia de los golpes durante un combate.

## Vida personal
Era profesora de Geografía en Front Range Community College y había practicado varios deportes además del boxeo: Triatlón, natación sincronizada o artes marciales como por ejemplo Kodokan Goshin Jutsu donde era cinturón negro.

## Carrera como boxeadora
Hasta el momento de su fallecimiento había acumulado un récord de 6 victorias y 4 derrotas en su carrera como boxeadora.
En 2001 ganó el título de Guantes de Oro y tras esto dejó el boxeo hasta 2002, cuando retomó los entrenamientos y los combates.

### Fallecimiento
El domingo 3 de abril se encontraba en Denver (Estados Unidos) para tomar parte en un combate del torneo de Guantes de Oro. Su rival Heather Schmitz le asestó un golpe en la cabeza que la dejó inconsciente durante el tercer asalto. Pese a llevar casco de protección los golpes le ocasionaron una hemorragia cerebral de la que no se recuperó. 
Los servicios médicos accedieron al ring y la trasladaron de inmediato al hospital donde falleció a las pocas horas, siendo la primera mujer en perder la vida en un combate de boxeo.
Días antes le había dicho a sus compañeros de entrenamiento que este combate sería el último ya que pensaba dejar el boxeo.